# Амалия Нассау-Дицская
Амалия Нассау-Дицская (Анна Шарлотта Амалия; 13 октября 1710, Леуварден — 18 сентября 1777, Дурлах) — супруга Фридриха Баден-Дурлахского, наследная принцесса Баденская по браку, мать Карла Фридриха Баденского.

## Жизнь
Анна Шарлотта Амалия была единственной дочерью Иоганна Вильгельма Фризо Оранского и Марии Луизы Гессен-Кассельской. Она выросла в Фрисландии и говорила на западнофризском языке.
Она переехала в Дурлах после того, как она стала женой Фридриха Баден-Дурлахского в 1727 году. Во время беременности Амалия изводила своих слуг, и из-за многочисленных истерик принцессы при дворе Дурлаха ходили слухи, что она психически больна. Фридрих умер 26 марта 1732 года, вскоре после рождения их второго ребёнка. Очередным подтверждением её предполагаемого психического заболевания было то, что она не проронила ни слезинки при виде своего мёртвого мужа.
Её тесть маркграф Карл III Вильгельм не хотел, чтобы Амалия оказывала влияние на нового наследного принца Карла Фридриха; хотя мать и сын продолжали жить в замке Карлсбург в Дурлахе, Амалия провела остаток своей жизни в отдельных покоях, изолированных от внешнего мира. Воспитание двух её сыновей, Карла Фридриха и Вильгельма Людвига, легло на плечи её свекрови Магдалены Вильгельмины Вюртембергской.

## Брак и дети
3 июля 1727 года Амалия вышла замуж за Фридриха Баден-Дурлахского (1703—1732). У них было два сына:
- Карл Фридрих Баденский (1728—1811), маркграф и позже герцог Бадена
- Вильгельм Людвиг Баден-Дурлахский (1732—1788)